# Brzeźno Łyńskie
Brzeźno Łyńskie [ˈbʐɛʐnɔ ˈwɨɲskʲɛ] (deutsch Persing) ist ein Dorf in der polnischen Woiwodschaft Ermland-Masuren. Es gehört zur Gmina Nidzica (Stadt- und Landgemeinde Neidenburg) im Powiat Nidzicki (Kreis Neidenburg). 

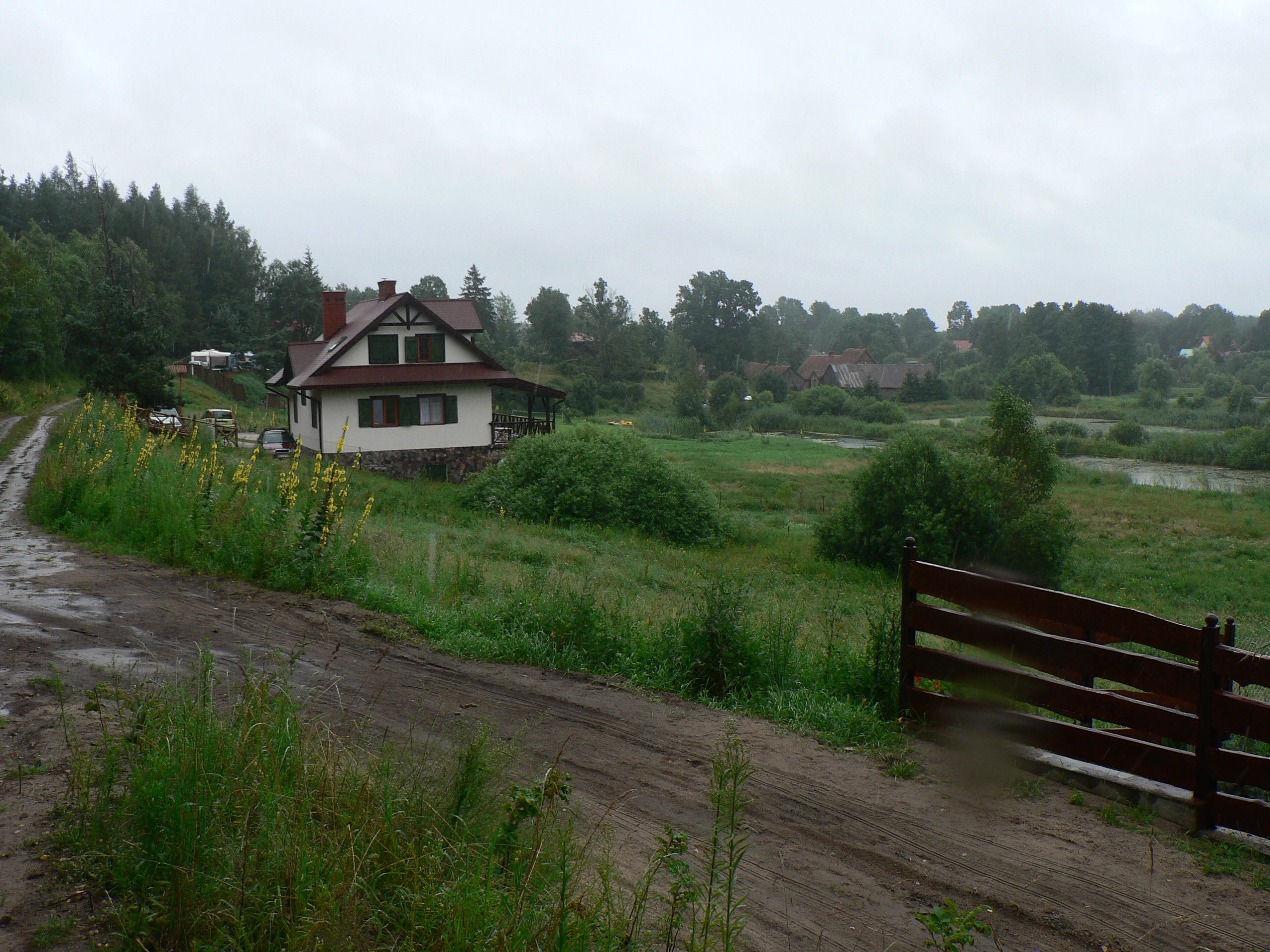
Blick auf das Dorf; rechts verläuft die Alle

## Geographische Lage
Brzeźno Łyńskie liegt am Fluss Alle (polnisch Łyna) im Südwesten der Woiwodschaft Ermland-Masuren, nordöstlich des Großen Persingsees (polnisch Jezioro Brzeźno). Die frühere Kreisstadt Osterode (Ostpreußen) ist 40 Kilometer in nordwestlicher Richtung entfernt, und bis zur heutigen Kreismetropole Nidzica (Neidenburg) sind es 16 Kilometer in südlicher Richtung.

## Geschichte

### Ortsname
Der Ortsname Brzeźno (mit oder ohne ergänzenden Zusatz) kommt in Polen mehr als dreißig Mal vor.

### Ortsgeschichte
Das kleine Dorf Persink wurde erstmals 1372 urkundlich erwähnt. Die später errichtete Försterei gehörte bis 1945 zum Staatsforst Hohenstein (polnisch Olsztynek). Zwischen 1874 und 1945 war Persing in den ostpreußischen Amtsbezirk Kurken (polnisch Kurki) im Kreis Osterode in Ostpreußen eingegliedert. Im Jahre 1910 zählte Persing 165 Einwohner.
Aufgrund der Bestimmungen des Versailler Vertrags stimmte die Bevölkerung im Abstimmungsgebiet Allenstein, zu dem Persing gehörte, am 11. Juli 1920 über die weitere staatliche Zugehörigkeit zu Ostpreußen (und damit zu Deutschland) oder den Anschluss an Polen ab. In Persing stimmten 120 Einwohner für den Verbleib bei Ostpreußen, auf Polen entfielen keine Stimmen.
In Kriegsfolge kam Persing mit dem gesamten südlichen Ostpreußen 1945 zu Polen und erhielt die polnische Namensform „Brzeźno Łyńskie“. Heute ist der Ort Teil der Stadt- und Landgemeinde Nidzica (Neidenburg) im Powiat Nidzicki (Kreis Neidenburg), bis 1998 der Woiwodschaft Olsztyn, seither der Woiwodschaft Ermland-Masuren zugehörig. 2011 zählte er 20 Einwohner.

## Kirche
Bis 1945 war Persing in die evangelische Kirche Kurken in der Kirchenprovinz Ostpreußen der Kirche der Altpreußischen Union sowie in die römisch-katholische Kirche Hohenstein eingepfarrt. Heute gehört Brzeźno Łyńskie katholischerseits zur St.-Maximilien-Kolbe-Kirche Kurki, evangelischerseits zur Kirche in Olsztynek in der Diözese Masuren der Evangelisch-Augsburgischen Kirche in Polen.

## Verkehr
Brzeźno Łyńskie liegt südlich der Landesstraße 58 und ist über die Abzweige in Selwa (Sellwa, 1938 bis 1945 Sellwen) und Kurki (Kurken) auf Landwegen zu erreichen. Eine Bahnanbindung besteht nicht.